# Stephanie Nguyen
Stephanie Nguyen (født 31. december 1986) er en dansk danser, sanger og skuespiller. Hendes far er fra Vietnam. Hun var medlem af den kortlivede pigetrio Little Trees fra 2001 til 2002. I 2004 var hun danser til musicalen Simon på Østre Gasværk, og hun har medvirket i West Side Story og Kabaret på Aarhus Teater.
I 2007 vandt hun den årlige streetdancer-konkurrence Juste Debout i Paris. I 2012 var hun danser for Madonna under hendes The MDNA Tour.
Hun er kærester med danske musiker Shaka Loveless med hvem hun har en søn, født i 2019.

## Filmografi
- StreetDance 3D, 2010
- StreetDance: The Moves, 2010
- Beat the World, 2011
- StreetDance 2, 2012
- Sygeplejersken (2023)